# OTP銀行
OTP银行集团是匈牙利最大的商业银行，市場份額超過四分之一。OTP銀行也是中东欧最大的金融集團之一。OTP銀行集团的業務涵蓋保险、房地产、保理、租赁、资产管理、投资和养老基金。该银行在阿尔巴尼亚、保加利亚、克罗地亚、匈牙利、摩尔多瓦、黑山、罗马尼亚、俄罗斯、塞尔维亚、斯洛文尼亚和乌克兰等11个国家设有分支机构。

## 历史
OTP銀行集團的前身国家储蓄银行成立於1949年 。直到1987年，国家储蓄银行依然是匈牙利唯一一家零售银行。1995年，OTP银行開始私有化。政府開始逐步從銀行中退出。2017年10月，OTP银行在北京市开设代表处，成为首个在华开设代表处的匈牙利银行。
2022年3月，由于受俄乌战争期间的国际制裁影響，OTP银行無法向俄罗斯分行提供融资。  不過OTP銀行依然在俄羅斯境內有220萬名客戶，同時也向俄軍提供貸款。2023年5月5日，烏克蘭國家貪腐預防局将OTP银行列入「資助戰爭」的企業黑名單。 匈牙利外交部長西雅尔多·彼得表示此舉不可接受。匈牙利方面表示，除非烏克蘭方面將OTP銀行從黑名單中剔除，否則該國會阻止歐盟向烏克蘭提供任何援助。